# باتريك إريكسون
باتريك إريكسون (بالسويدية: Patrik Erickson)‏ هو لاعب هوكي الجليد سويدي، ولد في 13 مارس 1969 في ستوكهولم في السويد.

## وصلات خارجية
- باتريك إريكسون على موقع دوري الهوكي الوطني (الإنجليزية)
- باتريك إريكسون على موقع EliteProspects.com (الإنجليزية)
- باتريك إريكسون على موقع Eurohockey.com (الإنجليزية)
- باتريك إريكسون على موقع HockeyDB.com (الإنجليزية)
- باتريك إريكسون على موقع أوليمبيديا (الإنجليزية)
- باتريك إريكسون على موقع اللجنة الأولمبية السويدية (السويدية)